# Adam Skoneczny
Adam Skoneczny ist ein polnischer Poolbillardspieler.

## Karriere
2005 erreichte Adam Skoneczny seinen ersten internationalen Erfolg, als er im Finale gegen seinen Landsmann Hubert Łopotko Junioren-Europameister im 14/1 endlos wurde.
Im Mai 2008 gelang es ihm bei den German Open erstmals, in die Finalrunde eines Euro-Tour-Turniers einzuziehen. Im Sechzehntelfinale schied er jedoch gegen den späteren Finalisten Fabio Petroni aus.
Im April 2009 erreichte er bei der Herren-Europameisterschaft das Viertelfinale im 8-Ball, das er jedoch gegen den Griechen Nikos Ekonomopoulos verlor. Zudem kam er im 9-Ball auf den 33. Platz.
Mit der polnischen Nationalmannschaft wurde Skoneczny 2009 EM-Dritter und 2010 erreichte er das Viertelfinale der Team-Weltmeisterschaft.
Sein jüngerer Bruder Mariusz Skoneczny ist ebenfalls Poolbillardspieler.